# 安部組
二代目安部組位於福岡縣福津市本部的設置，日本的指定暴力團之一・六代目山口組的3次團體，上部團體 四代目山健組。
1997年9月 原上部團體・第五代山口組若頭補佐中野會會長・中野太郎因暗殺第五代山口組若頭，遭絕緣處分。組長・安部重德退出中野會，加入第五代山口組 第三代山健組（組長・桑田兼吉）任舍弟。

## 歷任組長
- 初代・安部重德（第四代山健組舍弟、原中野會會長代行）
- 二代・元滿志郎

## 最高幹部
- 組長・元滿志郎